# Splendeurs et misères des courtisanes
Splendeurs et misères des courtisanes (em português, Esplendores e Misérias das Cortesãs) é um romance escrito pela autor francês Honoré de Balzac, publicado em quatro partes (1838-1847) e que se inclui em sua Comédia Humana. O livro continua a contar a história de Lucien de Rubempré, que também é o personagem principal do romance Ilusões Perdidas.
Segundo Paulo Rónai, "sente-se nele [...] um ritmo vertiginoso e avassalador, uma fabulação empolgante." Quatro temas se sucedem, muitas vezes entrelaçando-se: "A cortesã redimida pelo amor, os amores de um ancião, a ascensão e a queda do provinciano ambicioso que deseja tomar Paris de assalto e a luta dos criminosos com a polícia."

## Divisão
As quatro partes são:
1. Comment aiment les filles (Como amam as cortesãs)
2. À combien l’amour revient aux vieillards (Por quanto o amor fica aos velhos)
3. Où mènent les mauvais chemins (Aonde os maus caminhos vão dar)
4. La dernière incarnation de Vautrin (A última encarnação de Vautrin).

Esta última foi publicada em abril-maio de 1847, em La Presse.

## Enredo
Lucien de Rubempré (Luciano na tradução portuguesa organizada por Paulo Rónai) e o "abade Herrera" (em realidade, Vautrin) fizeram um pacto, no qual Lucien obterá sucesso em Paris se concordar em seguir as instruções de Vautrin sobre como proceder para tanto. Esther van Gobseck (Ester) ameaça os planos de Vautrin, contudo, quando se apaixona por Lucien, e ele por ela. Ao invés de forçar Lucien a abandoná-la, ele permite que o dândi mantenha este caso secreto, mas também se aproveita dele. Quando o criminoso descobre que Nucingen, o riquíssimo banqueiro, tem uma obsessão por Esther, ele decide usar os poderes da mulher para ajudar o sucesso de Lucien.
Seu plano é o seguinte: Vautrin e Lucien têm sessenta mil francos de dívida por causa do estilo de vida que Lucien precisava manter na alta sociedade. Eles também precisavam de um milhão de francos para comprar de volta a antiga terra de Rubempré, para que Lucien pudesse se casar com Clotilde, a rica, mas feia, filha dos Grandlieu. Esther será a ferramente que eles usam para extorquir Nucingen. Porém, as coisas não funcionam tão bem quanto Vautrin desejaria, porque Esther comete suicídio depois de se entregar pela primeira e última vez ao velho Nucingen, após uma espera de meses. Como a polícia já suspeitava de Vautrin e Lucien, ela prende os dois sob suspeita de assassinato. Esta mudança de eventos é particularmente trágica porque é revelado, em seguida, que, apenas algumas horas antes, Esther havia herdado uma grande quantia de dinheiro de um membro da família afastado. Se tivesse esperado, poderia ela mesmo ter se casado com Lucien.
Lucien, ainda o poeta de Ilusões perdidas, não aguenta a prisão. Apesar de Vautrin conseguir enganar seus interrogadores, fazendo-os crer que ele poderia mesmo ser Carlos Herrera, um padre em missão secreta para o rei espanhol, Lucien sucumbe aos ardis do seu entrevistador. Ele conta tudo, incluindo a verdadeira identidade de Vautrin. Em seguida, ele se arrepende do que fez e se enforca em sua própria cela.
Seu suicídio, como o de Esther, é mal calculado. Em um esforço para não comprometer as damas de alta sociedade envolvidas com ele, a justiça havia decidido libertar Lucien. Mas quando ele se mata, as coisas se complicam, e as manobras se tornam mais desesperadas. Acontece que Vautrin está em possessão das cartas comprometedoras que estas damas enviaram a Lucien, e ele as usa para negociar sua libertação. Ele também consegue salvar vários de seus cúmplices, ajudando-os a escapar à sentença de morte ou à pobreza abjeta.
Ao fim do romance, Vautrin se torna um membro da polícia, antes de se aposentar em 1845. O personagem Vautrin, vulgo Engana-a-Morte, baseou-se em uma figura real: o dublê de criminoso e colaborador da polícia Eugène-François Vidocq (1774-1857).